# Целестынув (гмина)
Целестынув (пол. Celestynów) — сельская гмина (волость) в Польше, входит как административная единица в Отвоцкий повет, Мазовецкое воеводство. Население — 10 974 человека (на 2004 год).

## Демография
| Перепись                       | Всего   | Всего | Женщины | Женщины | Мужчины | Мужчины |
| ------------------------------ | ------- | ----- | ------- | ------- | ------- | ------- |
| Единицы                        | человек | %     | человек | %       | человек | %       |
| Население                      | 10 974  | 100   | 5627    | 51,3    | 5347    | 48,7    |
| Плотность населения (чел./км²) | 123,4   | 123,4 | 63,3    | 63,3    | 60,1    | 60,1    |

## Соседние гмины
1. Гмина Карчев
2. Гмина Колбель
3. Гмина Осецк
4. Отвоцк
5. Гмина Собене-Езёры
6. Гмина Вёнзовна